# Храмцов, Сергей Иванович
Сергей Иванович Храмцов (5 октября 1908, д. Щукино, Козловский уезд, Тамбовская губерния — май 1989, Москва) — советский военачальник, генерал-майор (1959), кандидат военных наук (26.6.1965).

## Начальная биография
Родился 5 октября 1908 года в деревне Щукино ныне посёлок в Новоюрьевском сельсовете, Староюрьевского района, Тамбовской области. Русский.

## Военная служба

### Довоенное время
27 сентября 1928 года был призван в РККА Козловским уездным военкоматом и зачислен красноармейцем в 26-й отдельный территориальный батальон в городе Козлов. В сентябре 1929	года направлен на учёбу в Рязанскую пехотную школу им. К. Е. Ворошилова, после её окончания в июле 1931 года удостоен звания «командир РККА» и назначен командиром взвода в 251-й стрелковый полк 84-й стрелковой дивизии МВО в город Тула. В апреле 1934 года прошёл 1-месячные курсы командиров взводов батальонной артиллерии, по возвращении в полк проходил службу командиром взвода и помощником командира пулеметной роты. В марте 1935 года он был назначен помощником коменданта военного склада № 33. С декабря 1936 года старший лейтенант  Храмцов командовал ротой в 26-м отдельном местном стрелковом батальоне МВО. В феврале 1938 года он был назначен начальником полковой школы 41-го стрелкового полка 14-й стрелковой дивизии этого же округа в городе Ковров. В ноябре того же года переведен в Управление по командно-начальствующему составу РККА на должность помощником начальника 1-го отделения 5-го отдела. В 1938 году вступил в ВКП(б). В сентябре 1939 года зачислен слушателем Военной академии РККА им. М. В. Фрунзе.

### Великая Отечественная война
В начале  войны капитан Храмцов, будучи слушателем 3-го курса, находился с ним в лагерях под городом Гродно. С началом боевых действий курс убыл в академию, а его оставили при штабе 3-й армии в должности помощника начальника оперативного отдела. В этой должности участвовал в установлении связи с соседней 10-й армией. В короткий срок выполнил эту задачу, затем по приказу командующего генерала В. И. Кузнецова лично руководил боем по ликвидации парашютного десанта немцев. В ходе приграничного сражения вместе с армией попал в окружение, по выходе вновь направлен в академию.
В октябре 1941 года назначен старшим помощником начальника 1-го отделения оперативного отдела штаба 52-й отдельной армии, находившейся в подчинении Ставки ВГК. Её войска занимали оборону на правом берегу реки Волхов и до 11 ноября вели оборонительные бои на фронте Мыслово, Дубровка. В ноябре — декабре в составе этой армии принимал участие в планировании и проведении Тихвинской наступательной операции (на чудовском направлении). С 18 декабря армия была передана вновь сформированному Волховскому фронту, в январе — апреле 1942 года в его составе участвовала в Любанской наступательной операции. С 24 апреля 1942 года армия находилась в подчинении Ленинградского фронта, затем с 9 июня включена в состав Волховского фронта 2-го формирования. В сентябре того же года назначен начальником штаба 65-й стрелковой дивизии, входившей в состав этих же армии и фронта и находившейся в обороне на р. Волхов. В середине марта её части вели неудачные бои по форсированию реки с дальнейшим наступлением на Новгород, однако выполнить эту задачу дивизия не смогла. В мае, после совершения 350-километрового марша, дивизия заняла оборону на рубеже западный берег р. Волхов, северная окраина Дымно, Спасская Полисть, где находилась до конца года.
С 16 января 1944 г. её части в составе 59-й армии Волховского фронта принимали участие в Ленинградско-Новгородской наступательной операции, в разгроме новгородской группировки противника и освобождении г. Новгород. Приказом ВГК от 21.1.1944 ей было присвоено наименование «Новгородская». В феврале — апреле она в составе войск Ленинградского фронта вела бои в районе Псков — Остров, затем до конца июля находилась в резерве Ленинградского и 3-го Прибалтийского фронтов. С 28 июля 1944 года её части в составе 7-й армии Карельского фронта участвовали в Свирско-Петрозаводской наступательной операции, в освобождении южной Карелии. Затем дивизия была подчинена 14-й армии этого же фронта и в её составе в октябре принимала участие в Петсамо-Киркенесской наступательной операции. За образцовое выполнение заданий командования на фронте борьбы с немецко-фашистскими захватчиками и проявленные при этом доблесть и мужество при овладении городом Петсамо (Печенга) она была награждена орденом Суворова 2-й степени. По завершении операции с 9 ноября дивизия была выведена в резерв для доукомплектования и передислоцирована в город Рыбинск. 
С 18 декабря 1944 года полковник  Храмцов вступил в командование этой дивизией. Приказом НКО от 29 декабря 1944 года она была преобразована в 102-ю гвардейскую. С января 1945 года дивизия в составе 40-го гвардейского стрелкового корпуса 19-й армии 2-го Белорусского фронта участвовала в Восточно-Померанской наступательной операции, в овладении городами Шлохау (Члухув), Кезлин (Кошалин) и Гдыня, за что была награждена орденом Красной Звезды. Затем её части, продолжая наступление, форсировали пролив Штральзундерфарвассер, заняли города Берген, Гарц, Путбус, Засниц и полностью овладели островом Рюген. 
За время войны комдив Храмцов был девять раз упомянут благодарственных в приказах Верховного Главнокомандующего.

### Послевоенное время
После войны продолжал командовать этой дивизией. В январе 1946 года направлен на учёбу в Высшую военную академию им. К. Е. Ворошилова, после её окончания в марте 1948 года назначен начальником отдела оперативной подготовки Оперативного управления штаба ЦГВ. В ноябре 1950 года полковник  Храмцов был переведен на ту же должность в штаб КВО, с января 1954 года назначен заместителем начальника Оперативного управления штаба округа. С ноября 1954 по август 1957 года находился в заграничной командировке, и. д. военного советника начальника Оперативного управления Венгерской народной армии. По возвращении в СССР он был назначен старшим преподавателем кафедры стратегии и оперативного искусства Высшей военной академии им. К. Е. Ворошилова (с февраля 1958 г. — кафедра оперативного искусства Военной академии Генерального штаба). В марте 1970 года уволен в запас.

## Награды
СССР
- орден Ленина (1953)
- три ордена Красного Знамени (13.02.1944, 08.05.1945, 1948)
- орден Кутузова II степени (02.11.1944)
- два ордена Отечественной войны I степени (23.07.1944, 06.04.1985)
- два ордена Красной звезды (в т. ч. 03.11.1944)
  - Медали в том числе:
  - «За боевые заслуги» (01.04.1942)
  - «За оборону Советского Заполярья»
  - «За Победу над Германией в Великой Отечественной войне 1941—1945 гг.» (1945)
  - «Ветеран Вооружённых Сил СССР»

Приказы (благодарности) Верховного Главнокомандующего в которых отмечен  С. И. Храмцов.
- За овладение городами Шлохау, Штегерс, Хаммерштайн, Бальденберг, Бублид – важными узлами коммуникаций и сильными опорными пунктами обороны немцев. 27 февраля 1945 года. № 285.
- За овладение городами Руммельсбург и Поллнов – важными узлами коммуникаций и сильными опорными пунктами обороны немцев в Померании. 3 марта 1945 года. № 287.
- За выход на побережье Балтийского моря и овладение городом Кёзлин – важным узлом коммуникаций и мощным опорным пунктом обороны немцев на путях из Данцига в Штеттин. 4 марта 1945 года. № 289.
- За овладение городом Штольп – важным узлом железных и шоссейных дорог и мощным опорным пунктом обороны немцев в Северной Померании. 9 марта 1945 года. № 297.
- За овладение важными узлами железных и шоссейных дорог – городами Лауенбург и Картузы (Картхауз). 10 марта 1945 года. № 298.
- За овладение  важными опорными пунктами обороны немцев на подступах к Данцигу и Гдыне – городами Тчев (Диршау), Вейхерово (Нойштадт) и выход на побережье Данцигской бухты севернее Гдыни, с захватом города Пуцк (Путциг). 12 марта 1945 года. № 299.
- За овладение штурмом   городом Гдыня – важной военно-морской базой и крупным портом на Балтийском море. 28 марта 1945 года. № 313.
- За овладение городами Штральзунд, Гриммен, Деммин, Мальхин, Варен, Везенберг — важными узлами дорог и сильными опорными пунктами обороны немцев. 1 мая 1945 года. № 354.
- За форсирование пролива Штральзундерфарвассер, полное овладение островом Рюген и городами Берген, Гарц, Путбус, Засснитц находящимися на нём. 6 мая 1945 года. № 363.